# Historia del Real Club Deportivo de La Coruña (1906-1941)

## 1906 - 1928

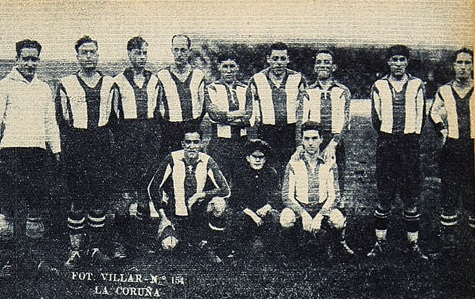
Deportivo en 1927.

El Deportivo de La Coruña nace el 2 de marzo de 1906, con el nombre oficial de "Club Deportivo de la Sala Calvet", uno de los gimnasios que existían en la ciudad en la época. Un grupo de deportistas liderado por Federico Fernández-Amor Calvet, decidía crear el Deportivo de La Coruña. Su primer Presidente fue Luis Cornide y su primera formación deportiva la integrada por Salvador Fojón, Venancio Deus, Juan Long, Ángel Rodríguez, Manuel Álvarez, Daniel Aler, Paco Martínez, Félix de Paz, Virgilio Rodríguez, Juan Manuel López y Martínez Urioste.. En los primeros momentos no existía un organigrama definido, los jugadores no eran profesionales, entrenaban en sus ratos libres en las instalaciones del gimnasio y competían contra el eterno rival, el Corunna. Estos partidos llegaron a jugarse en la plaza de toros hasta que unos años después debutan en el "Corralón de la Gaiteira". Jugó el equipo sus primeros partidos en el llamado "Corralón de La Gaiteira", hasta la creación del primitivo campo de Riazor en 1909. En ese mismo año, el Rey Alfonso XIII, con motivo de una visita a la ciudad, acepta la presidencia de honor del Club, que pasa a denominarse "Real Club Deportivo de La Coruña", perdiendo el calificativo de "Real" durante la Segunda República (1931-1939), al igual que el resto de clubes españoles que ostentasen tal título. Coincidiendo con la obtención del título "real", se inaugura en la ciudad el primer campo de fútbol del Deportivo, en el Corralón de la Gaiteira, antecedente del estadio de Riazor. Este recinto tenía una superficie de 18.000 metros cuadrados y un aforo de 6.000 localidades. Su impulsor fue Federico Fernández-Amor Calvet. Se inauguró ante el Fortuna de Vigo con un equipo formado por Martínez, Long, Ancos, De Llano, Martínez, Rajoy, Rodríguez, Álvarez, Rincón, de Paz, Portela. 
En club disputará por estas fechas (desde 1912 hasta 1940) numerosos campeonatos gallegos, logrando 6 campeonatos y 6 subcampeonatos.

### Hitos de estos años
- 1910. Finalista en el Campeonato de España
- 1911 (13 de febrero). Primer encuentro internacional: Deportivo 3, Escuadra Inglesa 0.
- 1912. El Deportivo cuenta con 1.500 socios. Por primera vez luce los colores tradicionales azul y blanco, a rayas verticales.
- 1913. Campeón provincial.
- 1923. Primer derbi gallego: Deportivo 3, Celta 0.
- 1924-25. Subcampeón del campeonato gallego.
- 1925-26. Subcampeón del campeonato gallego.
- 1926-27. Gana por primera vez el campeonato gallego, frente al Celta, Rácing de Ferrol, Eiriña y Unión Sporting.
- 1927-28. Vuelve a ganar el campeonato regional.

## 1928 - 1941. Nace la Liga. Los primeros años, en Segunda.

### Temporada 1928 - 1929
- El Deportivo queda encuadrado en el grupo primero de la Segunda División al no superar la eliminatoria previa que facultaba para el acceso a uno de los puestos de la Primera División.
- Sus rivales son: Sevilla, Iberia Sport Club, Alavés, Sporting de Gijón, Valencia, Betis, Real Oviedo, Celta de Vigo y Racing Club de Madrid.
- Una alineación de esa temporada es la formada por Otero, Esparza, Lameiro, Chacho,[2] Jiménez, Fariña, Ramón Gónzalez, Isidro, Hilario, Pérez y Mourelle.[3]
- El equipo finaliza 8º, solo 3 puntos por encima del descenso a Tercera División con 16 puntos (6 victorias, 4 empates y una derrota).
- Presidente: D. Galo García Baquero y Saez de Vicuña, Luis López Riobóo. Entrenador: Woggenhuber.

### Temporada 1929 - 1930
- Finaliza 7º con 17 puntos (6 victorias, 5 empates y 7 derrotas).
- Subcampeón del campeonato gallego.
- Presidente: Carlos Allones Roffignac. Entrenador: Félix Gila.

### Temporada 1930 - 1931
- Finaliza en novena posición, penúltimo, con 14 puntos en 18 jornadas: 6 victorias, 2 empates y 10 derrotas.
- Campeón del campeonato gallego.
- Presidente: Víctor Mateo Malumbres, Manuel Negreira Rosende. Entrenador: Félix Gila.

### Temporada 1931 - 1932
- Finaliza sexto con 15 puntos
- Alcanza los cuartos de final de la Copa eliminando al Real Madrid, equipo que vencerá la Primera División como invicto.
- Subcampeón del campeonato gallego.
- Presidente: Eugenio Barrero Muñoz, Felipe Rodríguez Fernández. Entrenador: Félix Gila.

### Temporada 1932 - 1933
- Finaliza 5º con 20 puntos.
- Alcanza los cuartos de final de la Copa.
- Campeón del campeonato gallego.
- Presidente: Felipe Rodríguez Fernández. Entrenador: Félix Gila.

### Temporada 1933 - 1934
- Séptimo clasificado con 17 puntos.
- Eliminado en octavos de la Copa
- Subcampeón del campeonato gallego.
- Presidente: Felipe Rodríguez Fernández. Entrenador: José Planas, Fernando Fariña, José Torres.

### Temporada 1934 - 1935
- La Segunda División se divide en 3 grupos y en 2 fases. El Deportivo queda encuadrado en el Grupo 1 con: Celta de Vigo, Valladolid, Sporting de Gijón, Avilés Industrial, Deportivo Nacional, Barakaldo CF, Racing de Ferrol.
- Finaliza penúltimo con 10 puntos, solo uno por encima del descenso. No pasa a la segunda fase de grupos.
- Subcampeón del campeonato gallego.
- Presidente: Carlos Allones Roffignac, Francisco Portela de Fano. Entrenador: José Torres.

### Temporada 1935 - 1936
- Queda penúltimo de su grupo con once puntos. Se salva del descenso debido a la desaparición del Deportivo Nacional, que había terminado la Liga antepenúltimo.
- Presidente: José María Salvador y Merino. Entrenador: José Torres.

### Temporadas del 36 al 39
- No hay Liga debido a la Guerra Civil.
- Sí hay campeonato gallego, logrando un campeonato y un subcampeonato.
- Presidente: José María Salvador y Merino.

### Temporada 1939 - 1940
- Campeón de grupo en la Segunda División con 22 puntos (10 victorias, 2 empates y 2 derrotas).
- Segundo en la fase final.
- Eliminado en octavos de la Copa del Rey.
- Campeón del campeonato gallego en su última edición.
- Presidente: José María Salvador y Merino. Entrenador: Juan Hilario Marrero Pérez.

### Temporada 1940 - 1941
- Segundo de grupo con 33 puntos en 22 partidos.
- Tercero en la fase final, se vence al Murcia en un campo neutral en Madrid en la promoción por el ascenso a Primera División.[4] El equipo era el formado por: Acuña, Novo, Pedrito, Muntané, Molaza, Reboredo, Breijo, Guimerans,[5] Elícegui, Chacho y Chao.
- Cada jugador del Deportivo recibió por el ascenso 2.000 pesetas, recaudadas mediante suscripciones públicas por la débil economía del Club.
- Presidente: José María Salvador y Merino. Entrenador: Juan Hilario Marrero Pérez.

| Predecesor: - | Nacimiento y primeros pasos Años 1920 a 1941 | Sucesor: Historia del Real Club Deportivo de La Coruña (1941-1957) |